# Твин Пикс
Твин Пикс (енгл. Twin Peaks) је америчка телевизијска серија креатора Дејвид Линча и Марка Фроста. Први пут је емитована у САД 8. априла 1990. године, а последња епизода је приказана 10. јуна 1991. године. Серија Твин Пикс је приказивана у СФРЈ у ноћном програму Боја ноћи Радио-телевизије Нови Сад (РТВНС) од 1. априла 1991. Серија је добитник награда Голден глоуб и Пибоди, док је неколико пута номинована за награду Еми. Радња серије је смештена у измишљеном граду Твин Пиксу у североисточном делу америчке државе Вашингтон. Серија прати ФБИ агента Дејла Купера (Кајл Маклаклан) и истрагу смрти популарне средњошколке Лоре Палмер (Шерил Ли), чије је тело нађено на обали реке умотано у пластичну кесу. Продуцентска кућа Арона Спелинга продуцирала је свих 30 епизода серије.
Твин Пикс је приказиван у Америци на кабловској мрежи АБЦ и у првој сезони приказивања била је једна од најгледанијих серија. Услед пада гледаности у другој сезони серија је била прекинута након тридесете епизоде. Иако је гледаност опала у каснијим епизодама у другој сезони, Твин Пикс је постала култна серија и ТВ-феномен и на овај или онај начин утицала на касније серије, од којих је неке креирао Марк Фрост. Другу сезону је пратио филм Твин Пикс: Ватро, ходај са мном (1992), који је служио као преднаставак серије.
Због великог успеха у раним деведесетим, америчка кабловска ТВ-станица Браво репризирала је целу серију од 2003. до 2004. године. Амерички часопис ТВ Гајд уврстио је Твин Пикс међу 25 култних серија.
Године 2017, на америчкој кабловској мрежи Шоутајм емитован је наставак серије Твин Пикс од 18 епизода.

## Радња
Серија почиње у рано пролеће 1989. године. У рано јутро 23. фебруара локални дрвосеча Пит Мартел проналази наго женско тело умотано у пластичну кесу на обали реке. На место злочина долазе шериф Хари С. Труман, његови заменици и локални доктор Вил Хејворд, који идентификује тело и констатује да је то тело веома популарне средњошколке Лоре Палмер, такође најбоља другарице његове кћерке Доне. Вест да је Лора нађена мртва на обали реке се брзо шири малим местом као што је Твин Пикс. Док се вест шири шокираним градићем, Ронет Поласки, Лорина другарица, нађена је како у нестабилном психичком стању шета пругом која пролази кроз суседну америчку државу. Како је нађена на другој страни границе између две америчке државе, то је аутоматски постало федерални случај и ФБИ шаље агента Дејла Купера да предводи истрагу. Током прелиминарне обдукције, агент Купер проналази малецно метално слово Р забодено испод Лориног нокта. Он сматра да је убица намерно оставио овај траг као свој потпис, и сматра да је убиство повезано са нерешеним убиством Терезе Бенкс која је убијена у исто време претходне године.
Током првих дана истраге агент Купер схвата да ствари у вези са Лором нису онакве како изгледају на површини, и да је она много другачија од оне Лоре којом се представљала свом градићу. Агент Купер открива да је Лора варала свог дечка Бобија Бригса са Џејмсом Хурлијем и да је за ту везу знала једино Дона. Агент Купер такође проналази трагове праха кокаина у Лорином дневнику и дознаје да су она и Боби редовно уживали кокаин. Истовремено, Џејмс и Дона у жељи да сазнају шта се десило Лори сами почињу своју истрагу, и притом почињу да се забављају.
Лорина рођака Меди Фергусон долази у Лорину кућу да буде са њеним родитељима пар дана пре сахране. Врло брзо се спријатељује са Доном и Џејмсом и придружује им се у њиховој малој истрази. Меди и Лора су сестре од тетке, али су веома физички сличне (обе улоге је играла иста глумица), што сви у Твин Пиксу одмах уочавају.
Током истраге агент Купер борави у хотелу Грејт Нордерн, који је власништво Бенџамина Хорн. Хорнова кћерка Одри се заљубљује у агента Купера и на све могуће начине покушава да привуче његову пажњу. Агент Купер је одбија у романтичном смислу, објашњавајући да је она веома млада, у средњој школи, и да је он федерални агент који води истрагу у коју је и она укључена. Уз Одрину помоћ, агент Купер успева да открије везу између Лорине употребе кокаина, њеног добављача и јавне куће под именом „Једнооки Џек”. У каснијим епизодама се открива да је Лора радила једно време у јавној кући као проститутка.
Агент Купер такође има неколико бизарних снова у којима увек види једноруког човека Мајка, који увек понавља једне те исте стихове (у оригиналу „Through the darkness of future past / The magician longs to see / One chants out between two worlds / Fire walk with me.”). Мајк у сну говори агенту Куперу о још једном човеку под именом Боб, који је његов партнер у убиствима. Како се сан наставља из ноћи у ноћ, Купер се налази у потпуно црвеној соби са црвеним завесама. У тој соби Купер упознаје човека из „другог света” који му даје детаље о Лорином убиству, али на чудном језику који Купер не разуме нити препознаје. У соби се налази и Лора, која му шапне име своје убице, али кад се Купер пробуди не може да се сети имена. Агент Купер и локални полицајци успевају да уђу у траг Мајку, чије је пуно име Филип Мајкл Жерард. У први мах Жерард делује као погрешна особа која је само обичан продавац ципела. Међутим, како се радња одвија, сазнајемо да је Жерард опседнут ликом Мајка, који открива да се Боб, особа коју Мајк именује у сну, налази у Твин Пиксу и живи у психи једне особе већ више од 40 година. 
Кроз серију пролазе све чуднији ликови, који на неки начин помажу агенту Куперу у истрази. Једна од чудних становница Твин Пикса је жена која је увек са пањем у рукама, која води Купера и полицајце до другог, тајног Лориног дневника, који је у рукама Харолда Смита који је био веома близак са Лором. У том другом, тајном дневнику Купер открива да је Лора злостављана још од детињства од особе под именом Боб, и да је коришћењем кокаина и упражњавањем честог секса са било ким желела да побегне од њега. Ноћ пре него што Меди покуша да оде из куће своје тетке и свог тече, Лориних оца и мајке, убија је Лорин отац Лиланд, и тада се сазнаје да је он особа која је у ствари Боб. Шериф Труман и агент Купер хапсе Лиланда, и док га испитују схватају да се он не сећа ничега што се догађа док је под утицајем Боба. У том тренутку Боб преовлађује и наговара Лиланда да удари главом о бетонски зид, што Лиланд и чини, и у том тренутку му се сећање враћа пре него што умре. Агент Купер сматра да је након Лиландове смрти дух Боба одлутао у густе шуме Твин Пикса.
Дан пре него што Купер планира да оде из Твин Пикса, локални криминалац Жан Рено му подмеће велику количину кокаина и Купер бива на кратко суспендован од стране ФБИ-а. Разлог подметања кокаина је то што Жан Рено сматра да је Купер крив за смрт његовог брата Жака, којег је убио Лорин отац док се сматрало да је Жак одговоран за Лорину смрт.
Након што Рено бива убијен током полицијске акције, Купер је ослобођен свих оптужби и враћен му је беџ ФБИ-а. Међутим, доласком Виндома Ерла Куперови проблеми нису окончани. Ерл је некада био федерални агент и ментор младом Куперу. Као почетник у ФБИ-у, Купер започиње љубавну везу са Ерловом супругом Керолајн док је она била под његовом заштитом као заштићени сведок бруталног убиства. Кад Ерл то сазна полуди, убија Керолајн и покушава да убије агента Купера, након чега га примају у болницу за ментално оболеле, из које касније успешно бежи у Твин Пикс како би се осветио агенту Куперу.
Док Ерл смишља разноразне начине како би се осветио Куперу, Купер покушава да открије где се налази Боб и тајне мистериозне густе шуме Твин Пикса. У шумама Твин Пикса открива собу која му се јављала током истраге о Лорином убиству, а такође се заљубљује у локалну девојку Ени Блекберн. Када Ени победи на локалном избору за Мис Твин Пикса, Ерл је киднапује и одводи у Црну колибу у тамној шуми Твин Пикса. Купер открива где се киднапована Ени налази, а притом налази и све ликове које је сусретао у својим сновима, као и многе мртве ликове као Керолајн, Ерла и Лиланда. Боб покушава да узме Куперову душу. Купер покушава да спаси Ени и заједно са њом бежи кроз шуму, где губи свест. Следеће што се може видети је јутро када шериф Труман проналази бесвесна тела Купера и Ени. Купер се буди у својој соби у хотелу Грејт Нордерн и налази крај кревета шерифа Трумана и доктора Хејворда. Он устаје из кревета и одлази у купатило под изговором да опере зубе, притом закључавајући врата за собом. Следеће што видимо је некарактеристичан и охол смех агента Купера и у тренутку када се погледа у огледало видимо лик Боба, који је успео да узме Куперову душу.

### Повратак
25 година након неизвесног завршетка друге сезоне, специјални агент Дејл Купер је још увек заробљен у Црној колиби и припрема свој повратак у свет. Куперов двојник — опседнут злим духом Боба — живи Куперовим животом и ради на томе да спречи свој скори повратак у Црну колибу уз помоћ разних сарадника. У међувремену, мистериозно убиство библиотекара у Бакхорну у Јужној Дакоти привлачи пажњу заменика директора ФБИ-а Гордона Кола и његових колега, док порука жене са пањем води чланове шерифовог одељења Твин Пикса да поново отворе истрагу о догађајима око убиства Лоре Палмер 1989. године.

## Серија у серији
Позивница за љубав је измишљена сапуница у серији Твин Пикс. Може се видети на ТВ екранима у свим епизодама осим у првих седам епизода прве сезоне. Сврха ове измишљење сапунице је да коментарише догађаје у серији, у исто време показујући крајње невероватну причу какву има и сама серија Твин Пикс.
Током сапунице, у једној епизоди се може видети тренутак када се открива да један од ликова сапунице има у сестру близнакињу коју игра једна те иста глумица. У следећој епизоди Твин Пикса појављује се Меди Фергусон, Лорина сестра од тетке, која је идентична Лори и оба лика глуми иста глумица. Такође у сапуници Позивница за љубав можемо видети како сестре близнакиње имају потпуно другачије карактере, исто као и Лора и Меди у Твин Пиксу. Лора је мистериозна и тајновита, док је Меди потпуно наивна и симбол доброте.
У последњој епизоди прве сезоне Лио Џонсон је упуцан док лежи, на исти начин како је у претходној епизоди Твин Пикса у сапуници Позивница за љубав лик Монтане упуцан док је лежао.

## Ликови и глумци
|                        | Име                                  | Опис | Глумац/Глумица     |
| ---------------------- | ------------------------------------ | --- | ------------------ |
| ФБИ                    | Специјални ФБИ агент Дејл Купер      | Води истрагу поводом убиства Лоре Палмер у градићу Твин Пикс. Током свог боравка градић га фасцинира својим паранормалним појавама, интригама и руралним животом. | Кајл Маклаклан     |
| ФБИ                    | Алберт Розенфилд                     | Наизглед веома груб форензичар, који својим понашањем крије унутрашњу доброту и спиритуалност.                                                                    | Мигел Ферер        |
| ФБИ                    | Честер Дезмонд                       | Водио је истрагу у убиству Терезе Бенкс. Мистериозно је нестао.                                                                                                   | Крис Ајзак         |
| ФБИ                    | Сем Стенли                           | Форензичар, помагао је Дезмонду у решавању убиства Терезе Бенкс.                                                                                                  | Кифер Садерленд    |
| ФБИ                    | Филип Џефрис                         | Пензионисани ФБИ агент који зна о постојању мистериозних колиба у шумама Твин Пикса.                                                                              | Дејвид Боуи        |
| ФБИ                    | Роџер Харди                          | Агент ФБИ који суспендује агента Купера након сумње да препродаје кокаин.                                                                                         | Клиренс Вилијамс   |
| ФБИ                    | Гордон Кол                           | Полуглуви агент ФБИ, Куперов шеф који се стално дере, јер је уверен да и остали не чују као и он.                                                                 | Дејвид Линч        |
| ФБИ                    | Дајен                                | Куперова бивша секретарица. Купер све своје догодовштине вербално описује у магнетофон, и снимке шаље поштом Дајен.                                               | Лора Дерн          |
| Полиција Твин Пикса    | Шериф Хари С. Труман                 | Љубавник Џоси Пакард. | Мајкл Онткеан      |
| Полиција Твин Пикса    | Заменик Енди Бренан                  | Смотанко, који је до ушију заљубљен у Луси. | Хaри Гоaз          |
| Полиција Твин Пикса    | Заменик Хок                          | Индијанац, одлично се сналази у природи и шуми. | Мајкл Хорс         |
| Полиција Твин Пикса    | Луси Моран                           | Смотана рецепционерка која ради у полицијској станици и која се на крају удаје за заменика шерифа Ендија Бренана.                                                 | Кими Робертсон     |
| Полиција Твин Пикса    | Кепи                                 | Помоћник у полицијској станици, које се ретко појављује у серији.                                                                                                 | Рон Кирк           |
| Полиција Твин Пикса    | Шериф Френк Труман                   | Харијев брат. | Роберт Форстер     |
| Породица Палмер        | Лора Палмер                          | Жртва бруталног убиства. Централна фигура целе серија, повезује мање више све остале ликове у серији.                                                             | Шерил Ли           |
| Породица Палмер        | Лиланд Палмер                        | Лорин отац, познат по свом понекад бизарном понашању. | Реј Вајз           |
| Породица Палмер        | Сара Палмер                          | Лорина мајка, која мисли да је видовита. | Грејс Забриски     |
| Породица Палмер        | Меди Фергусон                        | Лорина сестра од тетке, која је физички идентична Лори. | Шерил Ли           |
| Породица Хејворд       | Доктор Вилијам Хејворд               | Једини доктор у градићу. Такође асистент при обдукцији Лоре Палмер.                                                                                               | Варен Фрост        |
| Породица Хејворд       | Ајлин Хејворд                        | Супруга доктора Хејворда, парализована и користи колица. | Мери Џо Дешанел    |
| Породица Хејворд       | Дона Хејворд                         | Лорина најбоља другарица, такође девојка Џејмса Хурлија. | Лара Флин Бојл     |
| Породица Хејворд       | Херијет Хејворд                      | Донина млађа сестра. | Џесика Валенфлес   |
| Породица Хејворд       | Керстен Хејворд                      | Донина најмлађа сестра. | Алиша Вит          |
| Породица Хорн          | Бенџамин Хорн                        | Богат бизнисмен, власник Гренд Нордерн Хотела, власник робне куће и парфимерије у центру Твин Пикса и власник јавне куће на граници са Канадом.                   | Ричард Брејмер     |
| Породица Хорн          | Џери Хорн                            | Бенов брат и бизнис партнер. | Дејвид Патрик Кели |
| Породица Хорн          | Силвија Хорн                         | Бенова жена која је стално љута на неког. | Џен Дарси          |
| Породица Хорн          | Одри Хорн                            | Бенова сензуална кћерка. | Шерилин Фен        |
| Породица Хорн          | Џони Хорн                            | Бенов ретардирани син. Лора је била његов тутор. | Роберт Бауер       |
| Породица Хорн          | Ричард Хорн                          | Одрин син, умешан у тргову дрогом у Твин Пиксу. | Имон Фарен         |
| Породица Пакард/Мартел | Џоси Пакард                          | Удовица са веома мрачном прошлошћу и љубавница шерифа Трумана. | Џоен Чен           |
| Породица Пакард/Мартел | Андру Пакард                         | Покојни власник фирме за прераду дрвета, бивши супруг Џоси Пакард.                                                                                                | Ден О’Херили       |
| Породица Пакард/Мартел | Кетрин Пакард Мартел                 | Старија Андруова сестра, тајна љубавница Бен Хорна, супруга Пита Мартела који је пронашао Лорино тело на обали реке.                                              | Пајпер Лори        |
| Породица Пакард/Мартел | Пит Мартел                           | Дрвосеча и супруг Кетрин Пакард Мартел коју презире. | Џек Ненс           |
| Породица Бригс         | Мајор Бригс                          | Паметан и даровит официр америчких ваздухопловних снага. Умешан у војне тајне о истраживању свемира.                                                              | Дон Дејвис         |
| Породица Бригс         | Бети Бригс                           | Супруга мајора Бригса која је заменила каријеру за улоге супруге и мајке.                                                                                         | Шарлот Стјуарт     |
| Породица Бригс         | Боби Бригс                           | Тинејџер, капитен фудбалског тима локалне средње школе, дечко Лоре Палмер, тајни љубавник Шели Џонсон.                                                            | Дејна Ашбрук       |
| Породица Хурли         | Велики Ед Хурли                      | Власник пумпе Велики Ед и тајни љубавник Норме Џенингс. | Еверет Макгил      |
| Породица Хурли         | Нејдин Хурли                         | Едова супруга, која има само једно око и која је опседнута завесама које не праве буку кад се повлаче.                                                            | Венди Роби         |
| Породица Хурли         | Џејмс Хурли                          | Едов нећак, тајни љубавник Лоре Палмер, касније дечко Доне Хејворд.                                                                                               | Џејмс Маршал       |
| Породица Џенингс       | Норма Џенингс                        | Власница локалног ресторана, љубавница Великог Еда. | Пеги Липтон        |
| Породица Џенингс       | Хенк Џенингс                         | Нормин супруг, осуђивани криминалац и тајни пријатељ Џоси Пакард.                                                                                                 | Крис Мулки         |
| Породица Џенингс       | Ени Блекберн                         | Нормина млађа сестра, некадашња монахиња са тајном прошлошћу и касније девојка агента Купера.                                                                     | Хедер Грем         |
| Породица Џонсон        | Лио Џонсон                           | Груби камионџија и локални дилер кокаина. Имао је сексуалну везу са Лором Палмер.                                                                                 | Ерик Да Ре         |
| Породица Џонсон        | Шели Џонсон                          | Супруга Лиа, која трпи његова груба малтретирања, тајна љубавница Бобија Бригса.                                                                                  | Медхен Амик        |
| Породица Милфорд       | Градоначелник Двејн Милфорд          | Дугогодишњи градоначелник Твин Пикса, који се често свађа са својим братом.                                                                                       | Џон Бојлан         |
| Породица Милфорд       | Даги Милфорд                         | Власник локалних новина Газете Твин Пикса. Често се жени и разводи.                                                                                               | Тони Џеј           |
| Породица Милфорд       | Лана Милфорд                         | Сензуална вереница градоначелника, која је позната по томе да уме и може да заведе било ког мушкарца.                                                             | Робин Лајвли       |
| Породица О’Рајли       | Блеки О’Рајли                        | Мадам јавне куће Једнооки Џек. | Викторија Кетлин   |
| Породица О’Рајли       | Ненси O'Рајли                        | Блекина сестра, девојка Жана Реноа. | Гејлин Горг        |
| Породица Рено          | Жак Рено                             | Канадски дилер кокаина, имао је сексуалну везу са Лором Палмер.                                                                                                   | Валтер Олкевитц    |
| Породица Рено          | Жан Рено                             | Најстарији и најопаснији члан породице Рено. Осуђиван неколико пута.                                                                                              | Мајкл Паркс        |
| Породица Рено          | Бернард Рено                         | Најмлађи од Рено браће, дилер кокаина. | Клеј Вилкокс       |
| Остали                 | Маргарет Лантермен („Жена са пањем”) | Жена која је видовита, и која сматра да јој пањ говори све тајне шуме која окружује Твин Пикс.                                                                    | Кетрин Коулсон     |
| Остали                 | Виндом Ерл                           | Психопата, некадашњи колега и ментор агента Купера. | Кенет Велш         |
| Остали                 | Доктор Лоренц Џејкоби                | Ексцентрични психијатар, чији пацијент је била и Лора Палмер. Опседнут је Хавајима.                                                                               | Рас Тамблин        |
| Остали                 | Томас Екхард                         | Некадашњи бизнис партнер Ендруа Пакарда. Опседнут Џоси Пакард. | Дејвид Ворнер      |
| Остали                 | Џоунс                                | Асистент Томаса Екхарда. | Бренда Стронг      |
| Остали                 | Емори Батис                          | Менаџер парфимерије која је власништво Бена Хорна. Регрутује девојке које раде у парфимерији за јавну кућу коју такође држи Бен Хорн − „Једнооки Џек”.            | Ден Амендола       |
| Остали                 | Харолд Смит                          | Бави се хортикултуром. Пријатељ Лоре Палмер. | Лени фон Долен     |
| Остали                 | Мајк Нелсон                          | Бобијев најбољи друг, бивши дечко Доне Хејворд. | Гери Хрршбергер    |
| Остали                 | Филип Жерард                         | Човек са једном руком, продавац ципела. Некада је био опседнут ликом Мајка, и води агента Купера до тајне кабине у шуми.                                          | Ал Штробе          |
| Остали                 | Ронет Пуласки                        | Бивша радница у парфимерији, некада такође радила као проститутка у Једнооком Џеку. Била је пристуна у ноћи када је Лора убијена.                                 | Фиби Огустин       |
| Остали                 | Тереза Бенкс                         | Прва жртва. Убијена тачно годину дана пре Лоре Палмер. | Памела Гидли       |
| Остали                 | Боб                                  | Представник зла и таме. Узима људске душе и заузима њихова тела.                                                                                                  | Френк Силва        |

## Занимљивости
- У Немачкој кабловска мрежа РТЛ је након 20 епизода прекинула приказивање серије, јер је конкурентна ТВ мрежа, САТ1, објавила у новинама публици ко је убио Лору Палмер.
- Лик Меди Фергусон наводно долази да посети породицу Палмер пре Лорине сахране из града Мисула, у држави Монтани. Град Мисула је родно место креатора серије Дејвида Линча.
- Еверет Макгил и Венди Роби који глуме брачни пар Велики Ед и Нејдин Хурли, такође глуме брачни пар у ТВ серији Људи испод степеништа (1991).
- Кајл Меклаклан, који глуми агента Купера, је одбио да његов лик има икакву романтичну везу са Одри Хорн, коју глуми Шерилин Фен, јер је сматрао да искрен и прави агент ФБИ не би имао везу са средњошколком, нарочито док води истрагу.
- Шерил Ли глуми два лика, Лору Палмер и њену сестру од тетке, Меди Фергусон. У Хичкоковом филму Вртоглавица (1958), Ким Новак глуми два лика. Један од ликова се зове Меди. Џим Стјуарт у истоименом филму глуми лик Џона Фергусона. Један од омиљених филмова Дејвида Линча је Вртоглавица, па је Меди Фергусон добила своје име спајањем имена, односно презимена, два наведена лика.
- Слика Лоре Палмер пред матуру је стварна фотографије глумице која је глуми, пред њену матуру.
- Улога Џоси Пакарт је првобитно понуђена Изабели Роселини, која је у то време била девојка Дејвида Линча, и која је глумила у ранијим Линчовим филмовима.
- Године 1991. америчка фирма која прави календаре Холмарк, направила је Твин Пикс календар, али је одбила да га дистрибуира након што се Шерилин Фен појавила у Плејбоју.